# Stephen Mumford
Stephen Dean Mumford est un philosophe britannique, actuellement président du Département de philosophie à l’Université de Durham en Angleterre, où il enseigne la métaphysique. Mumford est l’un des plus grands métaphysiciens contemporains, spécialiste de la causalité, des forces, des pouvoirs, des dispositions et des lois. C’est également un philosophe du sport, qui a contribué à la réflexion sur l’éthique du football.

## Biographie

### Études supérieures
Mumford est né le 31 juillet 1965 à Wakefield, dans le comté du Yorkshire de l'Ouest. Il étudie d’abord la philosophie, l’histoire des idées et la politique à l'Huddersfield Polytechnic (appelé maintenant l'Université de Huddersfield). Après Huddersfield, Mumford effectue sa maîtrise en philosophie de l’esprit à l'Université de Leeds. Là, il rencontre le philosophe Robin Le Poidevin, qui devient son directeur de thèse. Mumford obtient son doctorat en 1994, pour sa thèse nommée Dispositions et réductionnisme.

### Carrière universitaire
Mumford quitte Leeds en 1995 pour l'Université de Nottingham, où il est d’abord directeur du Département de philosophie, puis directeur du Collège d’Humanités, avant de devenir doyen de la Faculté des Arts de 2011 à 2015. En 2016, il rejoint l'Université de Durham, mais prend un congé de recherche jusqu'en 2019, étant titulaire d'une bourse Leverhulme pour la recherche scientifique, afin de travailler sur la philosophie du néant et de l'absence. Il est aujourd'hui directeur du Département de philosophie de cette université, où il enseigne la métaphysique.

## Travaux de recherche

### Pouvoirs: une étude métaphysique
Mumford a édité un ouvrage du philosophe contemporain George Molnar (en) (1934–1999). Ils s'étaient rencontrés lors d'un colloque sur la philosophie australienne organisé à Grenoble par le philosophe Jean-Maurice Monnoyer. George Molnar n'a publié que quatre articles de philosophie métaphysique de son vivant, mais son importance dans le domaine ne doit pas être sous-estimée. Alors qu'il travaillait sur un livre sur la métaphysique des pouvoirs, il meurt de manière soudaine et prématurée en août 1999. Son livre est resté inachevé jusqu'à ce que Mumford, qui avait auparavant été en contact avec Molnar afin de lui donner un retour sur son travail presque terminé, édite le manuscrit en un livre achevé. Mumford, ainsi que plusieurs autres figures du domaine de la métaphysique – David Armstrong par exemple – ont collaboré ensemble pour fournir un aperçu du travail de Molnar, et l'édition a été laissée à Mumford, tout comme la rédaction d'un chapitre d'introduction pour correctement présenter l’étude – ce que Molnar n'avait pas eu le temps de faire avant sa mort. Armstrong déclare : « Nous pouvons être très reconnaissants à Stephen Mumford d'avoir fait un volume à partir de ce que nous avons. Son excellente introduction sert à la place du chapitre d'introduction qui n'a pas été écrit ». En effet, bien que le manuscrit ait été, par endroits, complet et rempli de promesses, il y avait beaucoup de travail à faire sur les chapitres ultérieurs ; toutefois, la théorie des pouvoirs de Molnar survit et, avec l'aide et la contribution éditoriale de Mumford, elle est facilement accessible.

### Métaphysique des sciences
Mumford a été chef de projet pour l'Université de Nottingham dans le cadre du projet de recherche de trois ans financé par l'AHRC (Arts & Humanities Research Council), sur la métaphysique des sciences. Mumford a travaillé aux côtés d'Alexander Bird (en) (Université de Bristol) et Helen Beebee (en) (Université de Birmingham) sur « les causes, les lois, les types et les dispositions ». Le projet a été décrit avec le résumé suivant :

« Nous pensons naturellement que ce qui se passe dans l'univers est régi par les lois de la nature. Nous pensons également que les événements sont liés de manière causale à d'autres événements, que les choses sont naturellement classées en types (physiques, chimiques et biologiques, par exemple), et qu'au moins certains types naturels ont des dispositions distinctes (par exemple, la disposition du chlorure de sodium à se dissoudre dans l'eau). Ce projet a exploré comment, ou si, toutes ces notions distinctes - loi, cause, nature, disposition - peuvent être intégrées dans une vision du monde cohérente et unifiée. Par exemple, deux événements causalement liés doivent-ils être tels qu'ils sont des membres de types qui sont légalement liés ? Ces types doivent-ils être des types naturels ? Les espèces naturelles se distinguent-elles les unes des autres par le fait que les membres de différentes espèces sont disposés à se comporter de différentes manières ? »

### Philosophie du sport
Il est étonnant, comme l’avaient déjà relevé les philosophes français Denis Moreau et Pascal Taranto, d’envisager le sport comme objet strictement philosophique. Les sciences humaines et sociales s’y sont pourtant déjà intéressées : « Cerné de toutes parts, semble-t-il, par les études sociologiques soucieuses de décrypter le sport comme « phénomène de société », par une sociologie critique qui, sous l’influence de la pensée marxiste, a dénoncé, depuis trois ou quatre décennies, cet « opium du peuple » et icône du capitalisme marchand qu’est le sport, par les recherches historiques, psychologiques, didactiques, sans compter l’impressionnant corpus de publications « techniques » toujours plus spécialisées selon les sports, les gestuelles, les innovations du matériel ou de l’entraînement, l’« objet sport » se dilue dans ses variétés et les angles d’approche qui le visent, chacun ayant sa légitimité. » Et pourtant, l’on peut penser le sport dans son essence, comme le prouve Mumford.
Depuis son enfance dans la ville minière de Wakefield, Mumford est passionné de football, le sport le plus populaire de la planète, et qui l'est en partie parce qu’il est simple d’y jouer ; mais, comme le montre le philosophe, derrière les règles simples du jeu se cache un monde d'une complexité intrigante.
Mumford considère les fondements intellectuels sur lesquels repose le football, guidant les lecteurs à travers un certain nombre de questions au cœur du jeu. Comment une équipe peut-elle être supérieure à la somme de ses joueurs individuels ? Quel est le rôle essentiel du hasard ? Faut-il vouloir gagner à tout prix ? Que signifie contrôler l'espace ? Et peut-on trouver la vraie beauté dans le football ? Riche d'exemples colorés du passé et du présent du football, le livre de Mumford, Football, the Philosophy Behind the Game est à la fois une lettre d'amour au football et une réflexion sur la capacité durable de ce sport à captiver et exciter les foules. Ce livre a été publié en France aux éditions Agone en 2020.